# Liste der olympischen Wettkampfstätten im Eishockey
Diese Liste verzeichnet alle Wettkampfstätten im Eishockey bei den Olympischen Winterspielen.
Die Liste ist sortierbar: durch Anklicken eines Spaltenkopfes wird die Liste nach dieser Spalte sortiert, zweimaliges Anklicken kehrt die Sortierung um.
| Jahr | Gastgeber              | Stadt                  | Wettkampfstätte                  | Kapazität |
| ---- | ---------------------- | ---------------------- | -------------------------------- | --------- |
| 1924 | Chamonix               | Chamonix               | Stade Olympique de Chamonix      | 45.000    |
| 1928 | St. Moritz             | St. Moritz             | Badrutts Park                    | 4.000     |
| 1932 | Lake Placid            | Lake Placid            | Olympiastadion                   | 7.475     |
| 1932 | Lake Placid            | Lake Placid            | Olympic Arena                    | 3.360     |
| 1936 | Garmisch-Partenkirchen | Garmisch-Partenkirchen | Olympia-Eissport-Zentrum         | 17.000    |
| 1936 | Garmisch-Partenkirchen | Garmisch-Partenkirchen | Rießersee                        | 16.000    |
| 1948 | St. Moritz             | St. Moritz             | Badrutts Park                    | 4.000     |
| 1952 | Oslo                   | Oslo                   | Jordal Amfi                      | 10.000    |
| 1952 | Oslo                   | Oslo                   | Dælenenga idrettspark            |           |
| 1952 | Oslo                   | Drammen                | Marienlyst-Stadion               |           |
| 1952 | Oslo                   | Bærum                  | Sandvika Stadion                 |           |
| 1952 | Oslo                   | Skedsmo                | Lillestrøm Stadion               |           |
| 1956 | Cortina d’Ampezzo      | Cortina d’Ampezzo      | Stadio Apollonio                 | 2.000     |
| 1960 | Squaw Valley           | Squaw Valley           | Blyth Arena                      | 8.500     |
| 1964 | Innsbruck              | Innsbruck              | Olympiahalle                     | 10.836    |
| 1964 | Innsbruck              | Innsbruck              | Messehalle                       | 5.544     |
| 1968 | Grenoble               | Grenoble               | La Patinoire Municipale          | 2.700     |
| 1968 | Grenoble               | Grenoble               | Stade de glace                   | 12.000    |
| 1972 | Sapporo                | Sapporo                | Makomanai-Hallenstadion          | 3.093     |
| 1972 | Sapporo                | Sapporo                | Tsukisamu-Sporthalle             | 6.500     |
| 1976 | Innsbruck              | Innsbruck              | Olympiahalle                     | 4.721     |
| 1976 | Innsbruck              | Innsbruck              | Messehalle                       | 18.000    |
| 1980 | Lake Placid            | Lake Placid            | Olympic Arena                    | 2.000     |
| 1980 | Lake Placid            | Lake Placid            | Olympic Center                   | 8.500     |
| 1984 | Sarajevo               | Sarajevo               | Olympiahalle Zenitra             | 15.000    |
| 1984 | Sarajevo               | Sarajevo               | Skenderija                       | 15.000    |
| 1988 | Calgary                | Calgary                | Father David Bauer Olympic Arena | 2.000     |
| 1988 | Calgary                | Calgary                | Stampede Corral                  | 6.475     |
| 1992 | Albertville            | Méribel                | Palais de Glaces Méribel         | 6.420     |
| 1994 | Lillehammer            | Lillehammer            | Håkons Hall                      | 10.500    |
| 1994 | Lillehammer            | Gjøvik                 | Gjøvik Olympiske Fjellhall       | 5.300     |
| 1998 | Nagano                 | Nagano                 | Big Hat                          | 10.104    |
| 1998 | Nagano                 | Nagano                 | Aqua Wing                        | 6.000     |
| 2002 | Salt Lake City         | Provo                  | Peaks Ice Arena                  | 8.400     |
| 2002 | Salt Lake City         | West Valley City       | The E Center                     | 8.400     |
| 2006 | Turin                  | Turin                  | Palasport Olimpico               | 12.500    |
| 2006 | Turin                  | Turin                  | Torino Esposizioni               | 5.400     |
| 2010 | Vancouver              | Vancouver              | Canada Hockey Place              | 18.630    |
| 2010 | Vancouver              | Vancouver              | UBC Thunderbird Arena            | 7.200     |
| 2014 | Sotschi                | Sotschi                | Bolschoi-Eispalast               | 12.000    |
| 2014 | Sotschi                | Sotschi                | Schaiba-Eisarena                 | 7.000     |
| 2018 | Pyeongchang            | Gangneung              | Kwandong Hockey Centre           | 12.000    |
| 2018 | Pyeongchang            | Gangneung              | Gangneung Hockey Centre          | 10.200    |
| 2022 | Peking                 | Peking                 | Nationales Hallenstadion         | 18.000    |
| 2022 | Peking                 | Peking                 | Wukesong-Hallenstadion           | 18.000    |